# Professor William Nutt
Professor William Nutt (o Professor Nutt) è un cortometraggio muto del 1913 diretto da C.J. Williams su un soggetto di Alice Williams. Prodotto dalla Edison Company, il film aveva come interpreti Dan Mason, Madeline Adair, William Wadsworth, Mrs. C.J. Williams.

## Trama
Quando mister Hastings incontra il professor William Nutt, un vecchio compagno di scuola, pensa bene di invitarlo a cena a casa sua, provocando involontariamente una crisi casalinga, perché prende di sorpresa sua moglie che non si aspettava ospiti a cena. La signora avverte il marito che anche il poco cibo che avevano è andato perso in un incidente e i due, senza che Nutt ne sappia niente, si attivano a cercare di ottenere un bel menu ricorrendo all'aiuto dei vicini. Riescono così a mettere insieme una bella cena comprensiva di pollo arrosto. Ma quando Nutt viene accompagnato al tavolo, rifiuta tutto, prendendo dalle sue tasche il proprio pasto che consiste in sei arachidi, tre noci, quattro prugne e una carota cruda: gli Hastings, che ignoravano completamente che Nutt è vegetariano e che insegna sui mali del mangiare cibo animale, si guardano in faccia l'un l'altro, non sapendo se ridere e se piangere.

## Produzione
Il film fu prodotto dalla Edison Company.

## Distribuzione
Distribuito dalla General Film Company, il film - un cortometraggio in una bobina - uscì nelle sale cinematografiche statunitensi il 7 giugno 1913.